# Anatolij Kotieszew
Anatolij Aleksiejewicz Kotieszew (ros. Анатолий Алексеевич Котешев, ur. 16 lipca 1944 w Nowosybirsku) – radziecki florecista, srebrny medalista olimpijski i trzykrotny medalista mistrzostw świata.
Na igrzyskach olimpijskich w Monachium w 1972 roku reprezentacja ZSRR w składzie: Władimir Dienisow, Anatolij Kotieszew, Leonid Romanow, Wasyl Stankowycz i Wiktor Putiatin zdobyła drużynowo srebrny medal. W turnieju indywidualnym odpadł w ćwierćfinałach. Były to jego jedyne starty olimpijskie.
Podczas mistrzostw świata w Ankarze w 1970 roku razem z Putiatinem, Romanowem, Stankowyczem i Walerijem Łukjanczenko zdobył złoty medal w zawodach drużynowych. W tej samej konkurencji zdobywał też złoty medal na mistrzostwach świata w Göteborgu (1973) oraz brązowy na mistrzostwach świata w Wiedniu (1971).
W 1973 roku został indywidualnym mistrzem ZSRR.